# Sou de Val de Daigne
Pour les articles homonymes, voir Sou (homonymie).
Le Sou de Val de Daigne, également appelé le Sou, est une  rivière du Sud de la France, qui coule dans le département de l'Aude, en région Occitanie. C'est un affluent gauche de l'Aude.

## Géographie
C'est une rivière du Razès qui prend  sa source sur la commune de Lignairolles, et se jette dans l'Aude en rive gauche à l'amont de Cépie dans le département de l'Aude, c'est-à-dire entre Limoux et Carcassonne.
À ne pas confondre avec son homonyme le Sou de Laroque, qui prend sa source à Laroque-de-Fa et qui se jette dans l'Orbieu à Vignevieille, mais qui se situe beaucoup plus en aval et à l'est.
La longueur de son cours d'eau est de 29,5 km.

### Communes et cantons traversés
Dans le seul département de l'Aude, le Sou du Val de Daigne traverse les quinze communessuivantes dont :
- Lignairolles, Bellegarde-du-Razès, Alaigne,Belvèze-du-Razès, Gramazie, Cambieure, Brugairolles, Malviès, Saint-Martin-de-Villereglan.

## Principaux affluents
Le Sou de Val de Daigne est alimenté par une multitude de petits ruisseaux plus ou moins importants, en voici une liste non exhaustive publiée sur le site SANDRE 10 affluents contributeurs référencés :
| Cours d'eau                        | Long.   | Source              | Versant             | Affluent |
| Ruisseau de Maraing                | 5 km    | Bellegarde-du-Razes | Montgradail         | |
| Rivière de Mazerolles              | 7,8 km  | La Courtète         | Mazerolles-du-Razes | Ruisseau de la Courtète (5,3 km) Ruisseau de Maury (3 km) + Rivière du Bois Py (7,5 km) + Ruisseau de Bouzat (5 km) Ruisseau de Sarranis (1,9 km)      |
| Ruisseau des gouttes               | 4,5 km  | Brezilhac           | Ferran              | |
| Ruisseau de Brugairolles           | 10,3 km | Alaigne             | Routier             | |
| Ruisseau du Pech                   | 5,8 km  | Brugairolles        | Cailhau             | |
| Ruisseau de la Fontvieille         | 5,3 km  | Brugairolles        | Brugairolles        | Ruisseau de Massagnières (2,5 km) |
| Ruisseau de Granet                 | 3,5 km  | Malvies             | Villarzel-du-Razes  | |
| Ruisseau de Combe Marty            | 3,2 km  | Lauraguel           | Routier             | |
| Ruisseau de la Rivairolle          | 7,6 km  | Malvies             | Villarzel-du-Razes  | Le Rec Grand (3,3 km) Ruisseau de Saint-Blaise (3 km) Ruisseau de la Tuilerie (1,8 km)                                                                 |
| Ruisseau le Blau ou Rivière le Gué | 16,2 km | Gaja-et-Villedieu   | Villelongue-d'Aude  | Ruisseau de Baillasse (6,7 km) Ruisseau de Sauzette (1,7 km) Ruisseau des Bruyères (1,6 km) Ruisseau de Verdeau (8,4 km) + Ruisseau le Réal (6,3 km) + |

## Hydrologie
Le Sou de Val de Daigne est une rivière très irrégulière, à l'instar de ses voisines du bassin de l'Aude, mais fort peu abondante. 

### Le Sou à Saint-Martin-de-Villereglan
Son débit a été observé durant une période de 36 ans (1972-2008), à Saint-Martin-de-Villereglan, localité du département de l'Aude située au niveau de son confluent avec le fleuve. La surface ainsi observée est de 197 km2, soit la quasi-totalité du bassin versant de la rivière.
Le module du Sou à Saint-Martin-de-Villereglan est de 0,61 m3/s.
Le Sou présente des fluctuations saisonnières de débit très marquées, typiques des régions basses du Languedoc-Roussillon. Les hautes eaux se déroulent en hiver et au printemps, et se caractérisent par des débits mensuels moyens allant de 1,04 à 1,45 m3/s, de janvier à mai inclus. À partir du mois de juin, le débit s'effondre brusquement pour atteindre rapidement la période des basses eaux d'été-automne qui ont lieu de juillet à octobre inclus, avec un minimum de 0,056 m3/s en août (56 litres par seconde). Mais ces moyennes mensuelles occultent des fluctuations bien plus prononcées sur de courtes périodes ou selon les années.

### Étiage ou basses eaux
Aux étiages, le VCN3 peut chuter jusque 0,003 m3/s (3 litres/s), en cas de période quinquennale sèche, ce qui doit être considéré comme très sévère, la rivière étant alors réduite à quelques filets d'eau.

### Crues
Les crues peuvent être très importantes compte tenu de la taille assez modeste du bassin versant. Les QIX 2 et QIX 5 valent respectivement 19 et 33 m3/s. Le QIX 10 est de 42 m3/s, le QIX 20 de 51 m3/s, tandis que le QIX 50 se monte à 62 m3/s.
Le débit instantané maximal enregistré à Saint-Martin-de-Villereglan a été de 47,1 m3/s le 11 avril 1994, tandis que la valeur journalière maximale était de 39,7 m3/s le 9 décembre 1996. Si l'on compare la première de ces valeurs à l'échelle des QIX de la rivière, l'on constate que cette crue était d'ordre intermédiaire entre décennal et vicennal, et donc nullement exceptionnelle.

### Lame d'eau et débit spécifique
Le Sou est une rivière fort peu abondante. La lame d'eau écoulée dans son bassin versant est de 98 millimètres annuellement, ce qui est plus de trois fois inférieur à la moyenne d'ensemble de la France (320 millimètres par an). Le débit spécifique (ou Qsp) atteint de ce fait le chiffre très faible de 3,1 litres par seconde et par kilomètre carré de bassin.